# Sixmilebridge
Sixmilebridge (en irlandais : Droichead Abhann Uí gCearnaigh) est un village du comté de Clare, en Irlande.
Au recensement de 2016, Sixmilebridge compte 2 625 habitants.

## Personnalités liées
- Sarah Winstedt (1886-1972), médecin, chirurgienne et suffragette.